# Манифестација Златни пуж
Манифестација Златни пуж је интернационална радионица, коју организује Школа анимираног филма (ШАФ) из Врања под покровитељством локалне самоуправе града Врања, а уз традиционално суфинансирање Министарства културе Републике Србије.
Циљна група су деца и млади који долазе из различитих крајева света и подељени у три групе заједно раде на изради групних анимираних филмова, а то доводи до зближавања деце и младих из различитих култура и говорних подручја у циљу стварања мултикултуралног друштва. Манифестација има богат пратећи програм који се сваке године разликује, од презентације кухиња и обичаја па до представљања аутора, школа или студија као и изложбе, музички програми...